# Juan Camilo Londoño
Camilo Londoño Barrera (Medellín, Colombia, 31 de agosto de 1983) Actualmente representante a la Cámara por Antioquia del Partido Alianza Verde, es reconocido por liderar la defensa del deporte desde el Congreso de la República. Entre sus principales temas se encuentran: Deporte como herramienta social, la empresa como oportunidad de desarrollo y la educación como soporte de conocimiento. 
Sus principales iniciativas legislativas desde el Congreso estarán enfocadas en los siguientes objetivos : 
- La modificación de la ley del Deporte, que no se ajusta desde 1995 y en la actualidad se encuentra obsoleta.
- Promover la práctica deportiva en todos los ciclos de vida
- Trabajar con fuerza en la iniciación y la formación deportiva.
- La profesionalización (con equidad de género) de las diferentes disciplinas deportivas.
- Garantías sociales y económicas para la alta competencia deportiva
- Deporte
- Recreación
- Estilos de vida saludables
- Deporte como industria que genere calidad de vida y aporte a la economía del país
Londoño fue baloncestista en Colombia y Estados Unidos, y es reconocido como uno de los mejores tripleros del país. Después de su retiro del deporte profesional, s mantuvo ligado al deporte y a la promoción del trabajo en equipo, tanto en el ámbito deportivo como empresarial y social. Con este fin, dictó conferencias sobre el valor del trabajo en equipo como herramienta para la transformación.

## Trayectoria
Camilo Londoño antes de llegar al Once Caldas jugó en la liga universitaria estadounidense. En los Estados Unidos jugó en los Newman Jets de la Newman University de Wichita (Kansas), en la NCAA, y en el Colby–Sawyer College, que juega en la División III de la NCAA.
En Colombia ha jugado con cuatro equipos: Antioqueños Los Paisas, Arrieros, Academia de la Montaña y Once Caldas de Manizales.

## Selección nacional
Ha sido internacional con la Selección de baloncesto de Colombia desde 1999, tanto en categorías cadete, juvenil y absoluta. Ha disputado el Campeonato Sudamericano de Baloncesto de 2008 y el Campeonato Suramericano de Baloncesto de 2012.